# Belle Meade
Belle Meade – miasto w Stanach Zjednoczonych, w stanie Tennessee, w hrabstwie Davidson.